# Volo Comair 5191
Il volo Comair 5191, commercializzato come volo Delta Connection 5191, era un volo di linea regionale negli Stati Uniti che doveva partire da Lexington, Kentucky, in direzione di Atlanta, Georgia, operato per conto di Delta Connection da Comair. La mattina del 27 agosto 2006, intorno alle 06:07 EDT (10:07 UTC), il Bombardier Canadair Regional Jet 100ER si schiantò mentre tentava di decollare dall'aeroporto di Blue Grass nella contea di Fayette, nel Kentucky, 4 miglia (6,4 km) a ovest del quartiere centrale degli affari della città di Lexington.
L'aereo doveva dirigersi alla pista 22 dell'aeroporto per poter decollare, ma imboccò la 26. Quella pista era troppo corta per un decollo sicuro, e di conseguenza il velivolo superò la fine della pista prima di potersi alzare in volo. Si schiantò poco dopo, uccidendo tutti i 47 passeggeri e due dei tre membri dell'equipaggio. È stato il secondo incidente mortale coinvolgente il CRJ-100/-200; due anni prima, il volo China Eastern Airlines 5210 aveva ucciso 53 persone.
Il primo ufficiale del volo James Polehinke era il pilota ai comandi al momento dell'incidente, oltre che l'unico sopravvissuto. Nel rapporto del National Transportation Safety Board sullo schianto, gli investigatori conclusero che la probabile causa dello schianto era da ricercarsi in un errore del pilota.

## Dettagli del volo

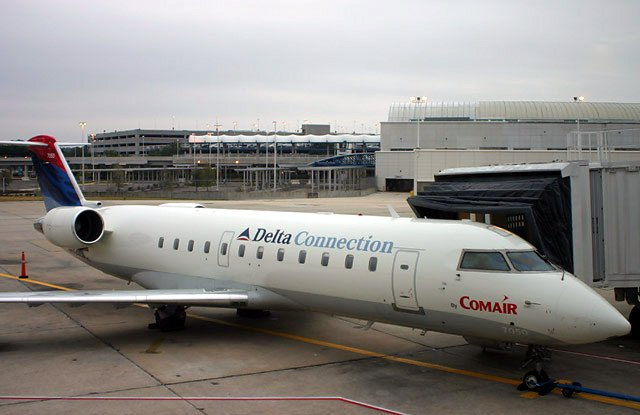
Un CRJ-100ER in livrea Comair simile all'aereo coinvolto nell'incidente.

Il volo era commercializzato con il marchio Delta Air Lines, diventando il volo Delta Connection 5191 (DL5191), ed era operato dalla Comair come volo 5191. Per scopi di controllo del traffico aereo e monitoraggio il volo era identificato come Comair 191 (OH5191/COM5191) e doveva atterrare all'Aeroporto Internazionale di Atlanta-Hartsfield-Jackson alle 7:18.
L'aereo coinvolto era un Bombardier Canadair Regional Jet CRJ-100ER da 50 posti, numero di serie 7472. Era stato prodotto in Canada e consegnato alla Compagnia Aerea il 30 gennaio 2001.
Il Comandante era Jeffrey CLAY, 35 anni. Vantava un'esperienza di 4.710 ore di volo, di cui 3.082 sul CRJ-100.
Il Primo Ufficiale era il 44enne James Polehinke. Prima di venire assunto dalla Comair Polehinke lavorava come Comandante per Gulfstream International. Aveva accumulato 6.564 ore di volo, di cui 940 ore come Comandante e 3.564 ore sul CRJ-100.

### Passeggeri
Il CRJ-100 portava a bordo 42 Statunitensi (la maggior parte, tra cui i 2 piloti e l'assistente di volo), 3 Canadesi e 2 Giapponesi, per un totale di 50 occupanti.
La maggior parte dei passeggeri erano cittadini americani dell'area di Lexington, di età compresa tra i 16 e i 72 anni. Tra questi c'era una giovane coppia che si era sposata il giorno prima e stava viaggiando in California in luna di miele.

## L'incidente

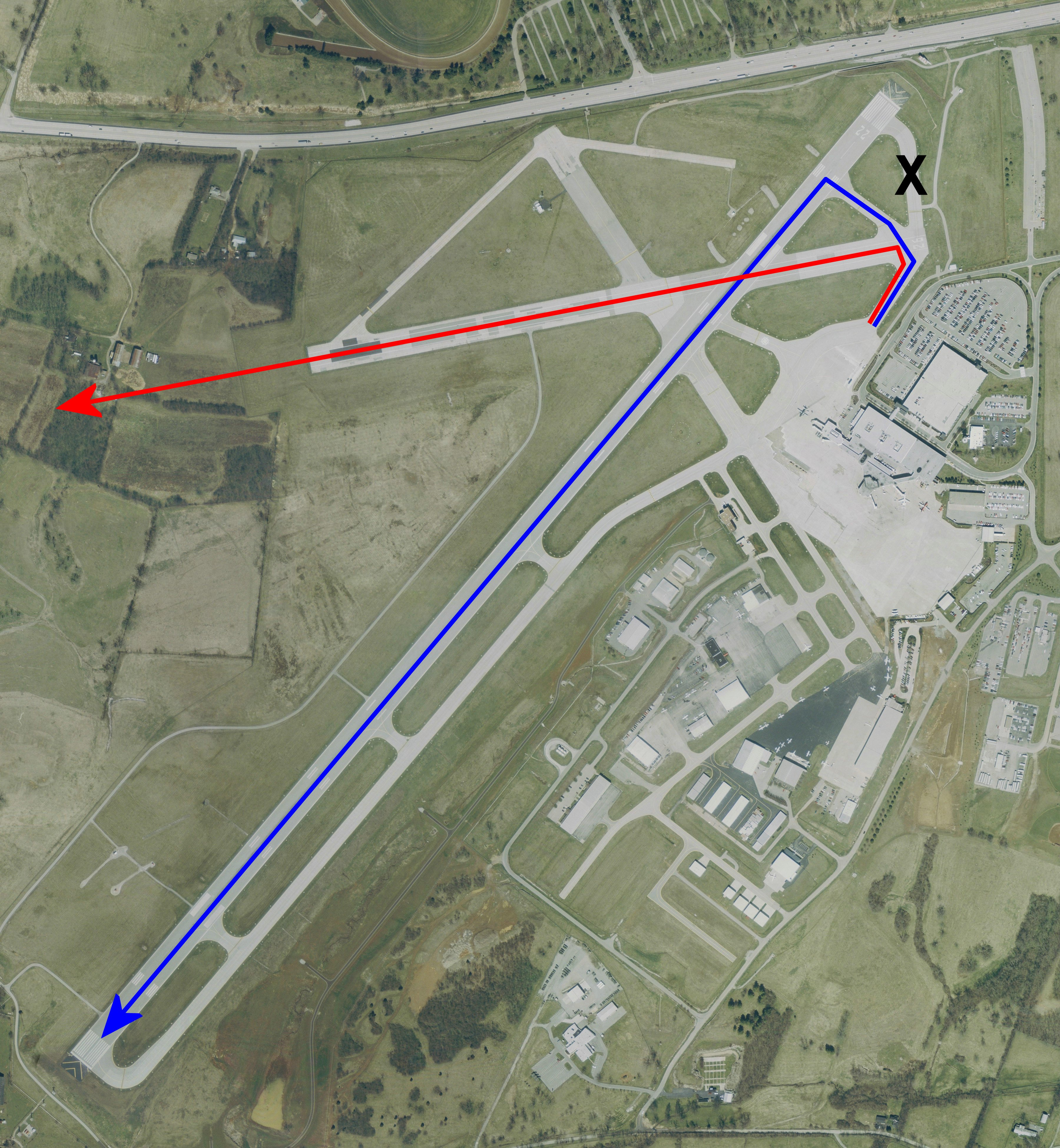
Percorsi approssimativi all'aeroporto di Blue Grass (immagine prima del completamento della costruzione dell'aeroporto settimane prima dell'incidente): Il percorso in blu era quello che doveva essere attraversato per arrivare alla pista 22, quello in rosso segna la pista 26, attraversata per errore, terminante approssimativamente sul luogo dell'incidente, mentre la X indica la via di rullaggio chiusa.

L'analisi del registratore di suoni in cabina di pilotaggio (CVR) indicava che l'aereo era stato autorizzato a decollare dalla pista 22, una pista di 2.135 m (7.003 piedi) utilizzata dalla maggior parte del traffico aereo a Lexington. Tuttavia, dopo aver confermato l'autorizzazione al decollo per la pista 22, il Comandante Clay rullò sulla pista 26, che era molto più piccola e non illuminata, pertanto non abilitata all'uso commerciale, lasciando i comandi al Primo Ufficiale Polehinke durante la fase di decollo. Il controllore del traffico aereo non era tenuto a mantenere il contatto visivo con l'aeromobile. Dopo aver autorizzato l'aereo al decollo, passò a svolgere compiti amministrativi senza più curarsi del CRJ.
Basandosi su un peso al decollo stimato di 49.087 libbre (22.265 kg), il produttore del velivolo aveva calcolato che sarebbero stati necessari una velocità di 138 nodi (159 mph; 256 km/h) e una distanza di 3.744 piedi (1.141 m) per poter effettuare il decollo in sicurezza, con una pista adeguata per tale operazione. Quando l'aereo raggiunse i 100 nodi (120 mph; 190 km/h), Polehinke osservò quanto fosse insolita l'assenza di illuminazione. Il comandante Clay si trovò d'accordo con il primo ufficiale, ma il registratore dei dati di volo (FDR) fornì l'indicazione che nessuno dei due piloti tentò di interrompere il decollo mentre l'aereo continuava la sua corsa.
Il velivolo raggiunse la velocità di rotazione e il comandante Clay informò il collega, ma in quel momento l'aereo uscì dall'estremità della pista, prima che il primo ufficiale potesse agire. Il velivolo colpì un cumulo di terra adiacente ad un fosso, alzandosi momentaneamente in volo, per poi tagliare la recinzione perimetrale dell'aeroporto con il suo carrello d'atterraggio e schiantarsi contro gli alberi, separando la fusoliera e il cockpit dalla coda. L'aereo si schiantò al suolo a circa 1.000 piedi (300 m) dalla fine della pista, e l'incendio che ne scaturì distrusse ciò che restava del velivolo.

Delle 50 persone occupanti, 49 morirono nell'incidente (tutti i 47 passeggeri e due dei tre membri dell'equipaggio); la maggior parte di loro morì nell'impatto. La società Comair pubblicò la lista dei passeggeri il 29 agosto 2006.

Memoriale presso l'Arboreto dell'Università del Kentucky.

L'unico membro che riuscì a salvarsi fu il primo ufficiale James Polehinke, che venne estratto vivo, ma in gravi condizioni dalle squadre di soccorso. Presentava ferite gravi, diverse fratture, un polmone collassato e gravi emorragie. I medici riuscirono a salvargli la vita eseguendo un intervento chirurgico, inclusa un'amputazione della gamba sinistra che lo costrinse su una sedia a rotelle. In seguito stabilirono che Polehinke aveva subito dei danni cerebrali che gli impedivano di ricordare l'incidente o gli eventi che lo avevano preceduto.

## Le indagini
Durante le indagini la Federal Aviation Administration (FAA) scoprì che l'aeroporto Blue Grass aveva una grave carenza di personale, in violazione di un memorandum interno del 16 novembre 2005, che richiedeva due controllori durante il turno notturno: uno nell'area di lavoro della torre, che si occupava delle frequenze radio a terra e della torre, e un altro, nella torre o in remoto all'Indianapolis Center, addetto al radar TRACON. Al momento dell'incidente era presente un solo controllore, impegnato a gestire entrambe le mansioni. Il 30 agosto 2006 la FAA annunciò che Lexington, così come altri aeroporti con livelli di traffico simili, sarebbero stati dotati di due controllori nella torre 24 ore su 24, con effetto immediato.
Dopo l'incidente, la Comair scoprì che tutti i suoi piloti erano in possesso di una mappa non aggiornata, che non teneva conto delle modifiche apportate al layout dell'aeroporto durante i lavori di ammodernamento in corso. Successivamente, il National Transportation Safety Board (NTSB) stabilì che questo fattore non contribuì all'incidente. I lavori di costruzione vennero interrotti dopo l'accaduto per ordine del giudice del circuito di Fayette, Pamela Goodwine, al fine di preservare le prove dell'incidente, in attesa dell'ispezione da parte di esperti di sicurezza e avvocati chiamati dalle famiglie delle vittime.
Il 17 gennaio 2007 l'NTSB pubblicò diversi rapporti, comprese le trascrizioni del CVR e un rapporto tecnico.
Nell'aprile 2007, sulla base di una raccomandazione formulata dall'NTSB durante l'indagine sul volo Comair 5191, la FAA emise un avviso di sicurezza che ribadiva il consiglio per i piloti di comunicare  la loro posizione prima di attraversare la linea di attesa sulla pista di decollo, e di nuovo nel momento in cui si sta per procedere al decollo. L'NTSB formulò 4 ulteriori raccomandazioni: 3 misure per evitare che l'affaticamento influisse sulle prestazioni dei controllori del traffico aereo e 1 per impedire ai controllori di svolgere compiti amministrativi non essenziali mentre i velivoli sono sotto la loro responsabilità in fase di rullaggio. Sebbene queste raccomandazioni vennero pubblicate ufficialmente nel corso delle indagini dell'NTSB sull'incidente del volo Comair 5191, esse furono il frutto di indagini su altri 4 incidenti già avvenuti in passato; l'NTSB non fu comunque in grado di determinare se l'affaticamento avesse contribuito o meno all'incidente del Comair 5191. A maggio, agendo su un'altra raccomandazione dell'NTSB, la FAA consigliò che l'addestramento dei piloti dovesse includere una guida specifica sui requisiti di illuminazione delle piste per il decollo notturno.
Nel luglio 2007 un istruttore di volo della Comair asserì che il comportamento dei piloti violò la regola della cabina di pilotaggio sterile, che si dilungarono in conversazioni non pertinenti al volo distraendosi dalle loro mansioni. Un mese dopo, l'NTSB pubblicò il suo rapporto definitivo, definendo il fatto come un fattore contributivo all'incidente.

### Causa probabile
Durante una conferenza del 26 luglio 2007, l'NTSB annunciò la probabile causa dell'incidente:
Gli investigatori dell'NTSB conclusero che la probabile causa dell'incidente fosse il fatto che Clay e Polehinke avevano ignorato gli indizi secondo cui si trovavano sulla pista sbagliata, non erano riusciti a confermare la loro posizione sulla pista per poi dilungarsi in conversazioni non pertinenti al volo, in violazione della regola della cabina di pilotaggio sterile.
La vedova del Comandante Clay contestò fortemente l'attribuzione della colpa esclusivamente ai piloti, affermando che altri fattori avevano segnato il destino del volo, "tra cui una torre di controllo con personale insufficiente e una mappa della pista imprecisa."

## Conseguenze
Il 31 agosto 2006 si svolse il rito funebre per le vittime presso la Lexington Opera House, seguito da un altro il 10 settembre 2006 alla Rupp Arena di Lexington. Il Lexington Herald-Leader pubblicò un elenco delle vittime con annesse brevi biografie personali.
Poco dopo l'incidente si istituì la Flight 5191 Memorial Commission per creare un memoriale appropriato per le vittime, i primi soccorritori e la comunità che li sostenne. La commissione scelse l'Arboreto dell'Università del Kentucky come luogo commemorativo.
Il Flight 5191 Memorial, creato da Douwe Blumberg, è costituito da una scultura di 49 uccelli in volo, costruiti in acciaio inossidabile su una base di granito nero.
La pista 8/26 dell'aeroporto Blue Grass fu chiusa nel marzo 2009 e la nuova pista 9/27 da 4.000 piedi (1.200 m) venne aperta il 4 agosto 2010. La nuova pista risulta costruita in un luogo separato non collegato alla pista 22.

### Cause legali
Nel luglio 2008, il Giudice Distrettuale degli Stati Uniti Karl Forester stabilì che Delta Air Lines non poteva essere ritenuta responsabile dell'incidente perché, sebbene Comair fosse una sua consociata controllata interamente, Comair manteneva la propria gestione e le proprie politiche interne, impiegando i propri piloti. Nel dicembre dell'anno successivo, Forester accolse la mozione di una famiglia di passeggeri per un "giudizio sommario parziale" determinando, per legge, che l'equipaggio di condotta di Comair fu negligente e che questa negligenza fu un fattore sostanziale che causò lo schianto del volo 5191.
Le famiglie di 45 dei 47 passeggeri citarono in giudizio Comair per negligenza; le famiglie delle altre 2 vittime si accordarono con la Compagnia Aerea prima di intentare un contenzioso. Tre casi campione dovevano essere ascoltati il 4 agosto 2008, ma il processo venne rinviato a tempo indeterminato dopo che Comair raggiunse un accordo con la maggior parte delle famiglie. Comair citò in giudizio l'Autorità Aeroportuale per la segnaletica della pista, nonché la FAA, che aveva in servizio 1 solo controllore del traffico aereo, contrariamente a una nota precedentemente emessa che richiedeva 2 controllori nei turni notturni. Il caso contro l'autorità aeroportuale fu archiviato per motivi di immunità sovrana e questa sentenza venne confermata dalla Corte Suprema del Kentucky il 1 ottobre 2009. Nel processo a Comair, venne raggiunto un accordo per il quale il Governo avrebbe pagato il 22% della responsabilità per l'incidente mentre Comair accettò di pagarne il restante 78%.
Tutte le famiglie dei passeggeri, tranne una, risolsero i loro casi. Dopo un processo con Giuria di 4 giorni a Lexington conclusosi il 7 dicembre 2009, la moglie e le figlie della vittima di 39 anni, Bryan Woodward, ricevettero un risarcimento danni per un importo di $ 7,1 milioni di dollari. Sebbene Comair avesse contestato questo verdetto come eccessivo, il 2 aprile 2010 il giudice Forester annullò le obiezioni di Comair confermando il verdetto. Per il caso, formalmente noto come Hebert v. Comair, venne fissato un processo con Giuria per danni punitivi il 19 luglio 2010. In quel processo, una Giuria diversa doveva decidere se Comair fosse colpevole di grave negligenza, un fattore sostanziale che causò l'incidente, e, in caso affermativo, i danni punitivi da valutare. La decisione di dare inizio al processo è stata revocata in una successiva udienza, e il giudice assegnato al caso stabilì che la compagnia non poteva essere punita per la "condotta riprovevole" dei suoi piloti.
Nel maggio 2012 Polehinke intentò una causa contro l'aeroporto e la società che aveva progettato le luci della pista e delle vie di rullaggio, mentre le proprietà o le famiglie di 21 dei 47 passeggeri ne intentarono una contro il copilota. In risposta il suo avvocato, William E. Johnson, sollevò la possibilità di concorso di negligenza da parte dei passeggeri. David Royse, avvocato dei querelanti che criticò la dichiarazione Johnson, chiese di spiegare il significato delle sue parole; Johnson rispose che i passeggeri "avrebbero dovuto essere consapevoli delle condizioni pericolose che esistevano in quanto vi era stata una notevole copertura mediatica sulla necessità di migliorare condizioni della pista in aeroporto." Nel momento in cui Johnson presentò la difesa per concorso di negligenza, non era ancora stato in grado di parlare con Polehinke. Quando i giornali parlarono della documentazione del tribunale, Johnson dichiarò di aver già informato Royse che avrebbe ritirato l'argomento.

## Incidenti simili
Nel 1993, un jet commerciale all'aeroporto di Blue Grass venne autorizzato al decollo sulla pista 22, ma imboccò erroneamente la pista 26. Il personale della torre di controllo e l'equipaggio si resero subito conto dell'errore, e il decollo fu annullato. Successivamente il jet partì in sicurezza dalla pista 22. Un evento identico si verificò nel gennaio 2007, quando un Learjet si allineò sulla pista 26, ma ancora una volta i piloti si accorsero dell'errore prima del decollo.
Il 31 ottobre 1979, alle 5:42 CST (UTC-06:00), il volo Western Airlines 2605, un McDonnell Douglas DC-10, si schiantò all'Aeroporto Internazionale di Città del Messico in mezzo alla nebbia, dopo essere atterrato su una pista chiusa per manutenzione.
Il 31 ottobre 2000, l'equipaggio del volo Singapore Airlines 006 entrò erroneamente in una pista chiusa per lavori durante la partenza dall'aeroporto Internazionale di Chiang Kaishek a Taipei, Taiwan. Il Boeing 747-400 entrò in collisione con alcune macchine edili durante la corsa al decollo, provocando la morte di 83 dei 179 passeggeri e membri dell'equipaggio a bordo.

## Il volo Comair 5191 nella cultura di massa
Il volo 5191 della Comair è stato analizzato nel terzo episodio, dal nome "Decollo letale", della ventunesima stagione del programma canadese Indagini ad alta quota.